# Фокин, Владислав Игоревич
Владисла́в И́горевич Фо́кин (род. 8 июня 1986, Челябинск) — российский хоккеист, вратарь.

## Карьера
До окончания спортивной школы Фокин уже считался очень перспективным вратарём. Он привлекался в молодёжную сборную, пытался пробиться в команду мастеро́в. Несколько лет он пробовался на предсезонных сборах в «Тракторе». Но перед самым сезоном его каждый раз отдавали в аренду набираться опыта.
Летом 2008 года «Трактор» испытывал вратарский кризис. Бывший основной голкипер Георгий Гелашвили расторгнул контракт с клубом. Его дублёр Сергей Мыльников к началу сезона не успел окончательно оправиться от прошлогодней травмы, остался лишь перспективный, но молодой для статуса основного вратаря клуба КХЛ 18-летний Данила Алистратов. Решение проблемы тренерский штаб «Трактора» нашёл в лице Владислава Фокина, вернув его из челябинского «Мечела».
После турнира в Уфе местные журналисты назвали его надеждой челябинской команды. А тренеры «Трактора» наградили свитером с символичным первым номером.

## Достижения
- Серебряный призёр чемпионата КХЛ в сезоне 2012/2013 в составе челябинского «Трактора».